# 昆斯伯里公爵
昆斯伯里公爵（英語：Duke of Queensberry）是一個蘇格蘭貴族爵位，1684年威廉·道格拉斯受查理二世冊封為第一代公爵。

徽章

## 頭銜持有人
1. 第一代昆斯伯里公爵威廉·道格拉斯（英语：William Douglas, 1st Duke of Queensberry）
2. 第二代昆斯伯里公爵詹姆斯·道格拉斯（英语：James Douglas, 2nd Duke of Queensberry）
3. 第三代昆斯伯里公爵查爾斯·道格拉斯（英语：Charles Douglas, 3rd Duke of Queensberry）

第三代公爵的兒子皆早逝，死後爵位由堂姪繼承：
1. 第四代昆斯伯里公爵威廉·道格拉斯（英语：William Douglas, 4th Duke of Queensberry）

第四代公爵無子，死後爵位由第三代公爵的妹妹珍妮（Jane Douglas）的孫子、巴克盧公爵亨利·史考特繼承，之後昆斯伯里公爵與巴克盧公爵由同一家族繼承。